# ناحیه عینی
ناحیهٔ عینی (به تاجیکی: Ноҳияи Айнӣ) یکی از ناحیه‌های (شهرستان‌های) جنوبی ولایت سغد (استان سغد) در تاجیکستان است که مرکز آن عینی است و به نام صدرالدین عینی شاعر ملی تاجیکستان نامگذاری شده‌است.
نام پیشین این ناحیه فَلغَر بود.
هندوستان در این ناحیه پایگاهی نظامی تأسیس کرد که برای کمک به ائتلاف شمال علیه حزب طالبان عمل می‌کرد.
ناحیه عینی یکی از کم‌زمین‌ترین مناطق این کشور به‌شمار می‌آید. در برخی از روستاهای این ناحیه ساکنان زمین‌های سنگلاخ را با کشاندن خاک از اماکن دیگر برای کشاورزی آماده می‌کنند. گذشته از این، جمعیت ناحیه عینی به گونه مناطق دیگر تاجیکستان در حال افزایش است و این امر مشکلات فراوانی را در زمینه تخصیص قطعات زمین برای ساختمان مسکن و دیگر مؤسسات به میان آورده‌است. در گذشته، ساکنان برخی از روستاهای ناحیه عینی به دلیل کمبود زمین و آسیب حوادث طبیعی به مناطق دیگر تاجیکستان کوچ داده شده‌اند، ولی شدت کمبود زمین در این ناحیه همچنان احساس می‌شود.
دره تاریخی یغناب که مردم آن به زبان یغنابی، بازمانده زبان ایرانی سغدی سخن می‌گویند در این ناحیه قرار دارد.

## تقسیمات
| جماعت‌های ناحیهٔ عینی |       |
| جماعت (بخش)         | جمعیت |
| ارمیتن              | ۱۴۸۴۹ |
| دردر                | ۶۵۳۴  |
| عینی                | ۱۲۱۳۱ |
| فان‌دریا             | ۷۳۱۰  |
| ررز                 | ۸۵۰۷  |
| شمتوچ               | ۶۰۵۵  |
| انزاب               | ۷۰۱۶  |
| زرافشان             | ۵۷۴۹۳ |